# 约翰斯·霍普金斯医院
约翰斯·霍普金斯医院（英語：The Johns Hopkins Hospital）是位于美国马里兰州巴尔的摩市的大型综合医院。

## 历史
建於1889年，约翰斯·霍普金斯医院创造了医学史上的多项第一，包括第一例完全变性手术、第一例心脏搭桥、第一例新生儿法洛氏四联症手术，等等。许多今天医院里习以为常的操作，如在外科手术中使用橡胶手套，心肺复苏术，肾透析，都是在霍普金斯医院开始的。人类第一次分离出脊髓灰质炎病毒，发现DNA的限制性内切酶，发现脑内啡，也都是由霍普金斯医院的研究人员完成的。
约翰斯·霍普金斯医院是约翰斯·霍普金斯大学医学院的教学与科研医院，但并不附属于大学。两者共享资源，但行政上相互独立。

## 荣誉
該醫院獲《美国新闻与世界报道》评为全美最佳医院并已连续23年獲此殊榮。